# Aphidiinae
Sous-famille
Les Aphidiinae forment une sous-famille d'hyménoptères de la famille des Braconidae de petite taille (quelques millimètres).

## Biologie
Comme leur nom l'indique, ce sont des endoparasites d’Aphides (pucerons). Les femelles parasitent leurs proies en pondant directement leurs œufs à l'intérieur de leur hôte à l'aide de leur tarière qui ressemble à un dard. Les larves se développent à l'intérieur des pucerons où elles exécuteront leur métamorphose avant de s'extirper de la carcasse de leur hôte devenu une simple enveloppe vide appelée « momie ».

## Utilisation en lutte biologique
Certains de ces microhyménoptères sont utilisés en lutte biologique contre les pucerons, comme :
- Aphidius ervi
- Aphidius colemani
- Aphidius picipes Nees
- Aphidius matricariae
- D'autres espèces présentes naturellement dans les cultures (Aphidius rhopalosiphi,  Praon volucre, Diaretella rapae, etc.) mais qui ne sont pas nécessairement commercialisées.

Leur efficacité (chaque femelle peut parasiter de sa descendance plusieurs dizaines de pucerons par jour) se fait ressentir en quelques jours.

## Taxinomie

### Tribus
Aphidiini - Ephedrini - Praini

### Aperçu des genres
Adialytus - Areopraon - Choreopraon - Dyscritulus - Ephedrus - Praon - Pseudopraon - Toxares - †Diospilites - †Propraon